# Idris I (Almohadzi)
Idris I al-Mamun (arab. أبو العلا المأمون إدريس بن المنصور = Abū al-`lā al-Mā'mūn Idrīs ibn al-Manṣūr, zm. 1232) – kalif Maroka z dynastii Almohadów, syn kalifa Jakuba al-Mansura. U szczytu potęgi jego władza rozciągała się na cały Maghreb i południową Hiszpanię.
Idris I doszedł do władzy w 1227 roku w wyniku powstania przeciw władzy swojego brata Abdullaha al-Adila w Andaluzji. W 1229 roku obalił także władzę bratanka Jahji al-Mutasima w samym Maroku.
Wychowany w andaluzyjskiej kulturze południowej Hiszpanii Idris I słabo rozumiał funkcjonowanie almohadzkich instytucji, które dotąd zapewniały względną stabilność kraju. Zlikwidował działającą w Maroku radę 10 przywódców i 40 delegatów miejscowych klanów, a także zrezygnował z wymieniania imienia mahdiego Ibn Tumarta w aktach administracji i na monetach. W 1228 roku odżegnał się od nauki Almohadów i wyklął Ibn Tumarta. Doprowadziło to do osłabienia pozycji Idrisa I w oczach poddanych, a w konsekwencji do oddzielenia się kalifatu Hafsydów z Ifrikiji. W Andaluzji doszło do powstania pod przywództwem Ibn Huda, który ostatecznie - kilka lat po śmierci Idrisa I - przejął pełnię władzy w tym rejonie.
Również w samym Maroku pozycja Almohadów była zagrożone ze względu na rosnące w siłę plemiona Abdalwadydów na terenie dzisiejszej Algierii oraz Marynidów w południowo-wschodnim Maroku.